# Islesboro
Islesboro est une ville insulaire du comté de Waldo, situé dans le Maine, aux États-Unis. 
Lors du recensement de 2010, sa population s’élevait à 566 habitants. 

## Géographie

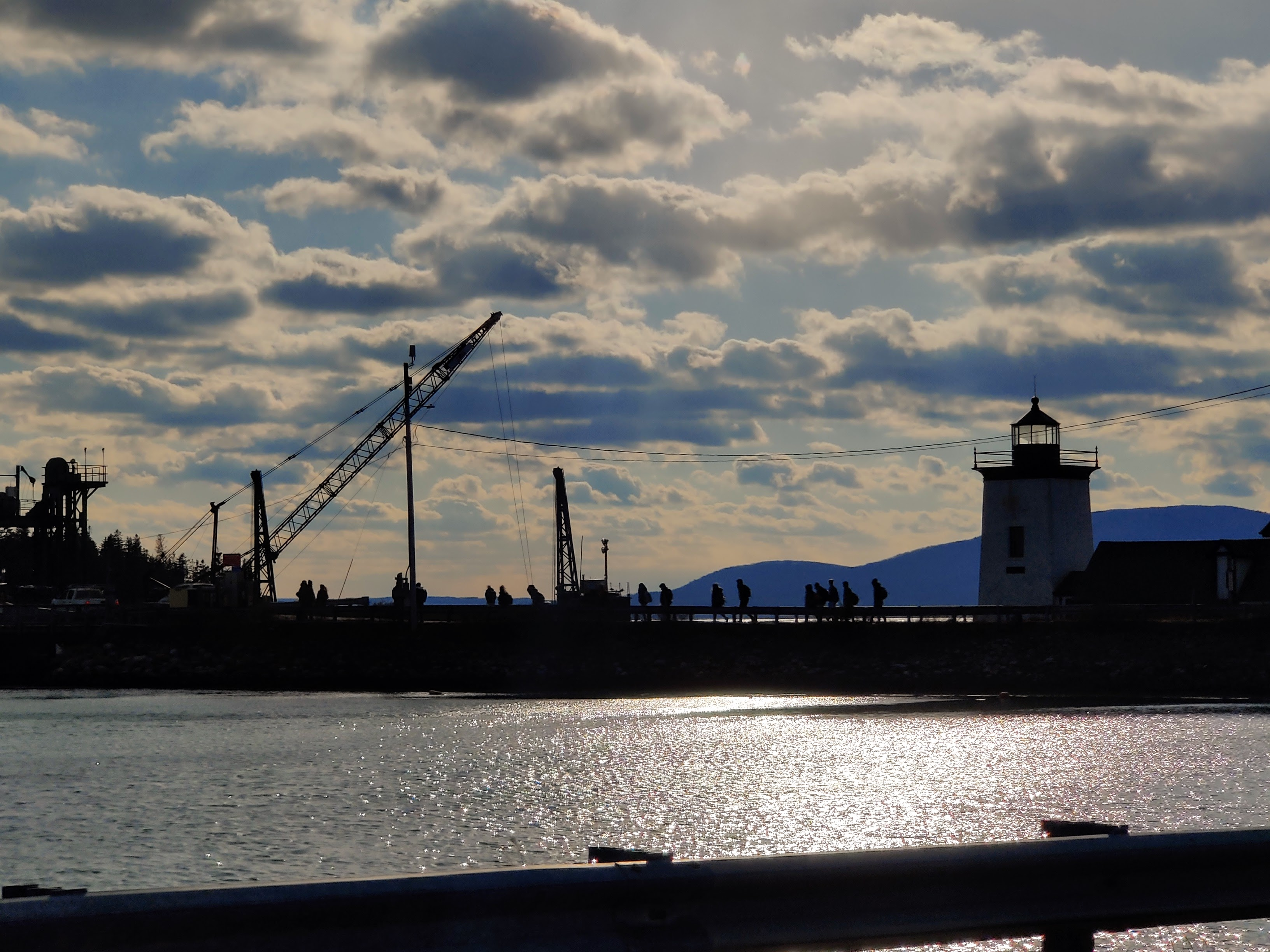
départ du ferry de Isleboro

Située dans la partie amont de la baie de Penobscot, l’île Islesboro est étroite sur un axe nord-sud, et longue de 18 kilomètres séparant les deux rives de la baie. L’île principale se compose de deux masses continentales plus larges séparées par un isthme étroit appelé The Narrows. Selon le Bureau du recensement des États-Unis, la ville a une superficie totale de 68,88 milles carrés (178,40 km2), dont 14,29 milles carrés (37,01 km2) de terres et 54,59 milles carrés (141,39 km2) d’eau.
C'est une villégiature d'été accessible par ferry à partir de Lincolnville Beach distant de 5 kilomètres sur la rive ouest de la baie, par bateau privé, ou par service de taxi aérien. Abritant le parc d’État de Warren Island, Islesboro comprend le village de Dark Harbor.

## Histoire
D’abord appelé Long Island Plantation, il a été colonisé en 1769. Elle a été incorporée sous le nom d’Islesborough le 28 janvier 1789, bien qu’au fil du temps, l’orthographe ait été contractée à Islesboro. Avec de nombreux ports et criques, l’île abritait la plus grande flotte de navigation commerciale de la baie au cours du XIXe siècle. Après la guerre civile, cependant, Islesboro s’est développée comme une communauté de villégiature de l’âge d’or, et de nombreuses grandes maisons d’été ont été construites par les riches résidents. Leurs grands yachts ont navigué à travers le golfe du Maine.

## Personnalité liées à l'île
- John Travolta y possède une résidence secondaire.

## Source
- (en) Cet article est partiellement ou en totalité issu de l’article de Wikipédia en anglais intitulé « Islesboro, Maine » (voir la liste des auteurs).